# بندر خنت
بندر خنت (به انگلیسی: Port of Ghent) سومین بندر پر تردد بلژیک است که در شهر خنت استان فلاندر شرقی در منطقه ولامس قرار دارد.